# Milton Humason
Milton Lasalle Humason (Dodge Center, Minnesota, els Estats Units, 19 d'agost de 1891 – Mendocino, Califòrnia, els Estats Units, 18 de juny de 1972) fou un astrònom estatunidenc que descobrí conjuntament amb Edwin Hubble la llei de Hubble-Lemaître, segons la qual les galàxies s'allunyen més de pressa com més lluny es troben de nosaltres, cosa que permeté de formular la teoria de l'expansió de l'univers i del big-bang.

## Biografia
Humason nasqué a Dodge Center (Minnesota) el 19 d'agost de 1891. Després de rebre una educació primària molt elemental, el 1909 començà a treballar com a mulater en la construcció de l'Observatori de Mount Wilson, pujant feixugues càrregues cap al cim de la muntanya. Dos anys després es casà amb Helen Dowd, filla d'un dels enginyers de l'observatori.
Més endavant començà a fer diverses feines a l'observatori: de porter, d'electricista i d'assistent nocturn; fins que el 1917 son sogre l'invità a treballar com a ajudant d'observació. Passà doncs a formar part de la plantilla tècnica de l'observatori. I una nit que l'operador del telescopi no hi era per malaltia, l'astrònom de torn li oferí la possibilitat d'ocupar-ne el lloc interinament: feu la feina amb tal destresa que aviat passà a ocupar permanentement la plaça d'operador del telescopi i d'assistent d'astrònom.
S'especialitzà en espectroscòpia: és llegendària l'especial habilitat per a traure el màxim partit possible del telescopi Hooker de 2,5 metres de diàmetre, amb el qual pogué mesurar l'espectre de febles i llunyanes galàxies. Humason feu aquesta delicada tasca amb singular paciència, perseverança, inigualable exactitud i creativitat, arribant al punt de desenvolupar un procediment propi per determinar les exposicions correctes i les mides de les plaques fotogràfiques necessàries.
Cap al 1936 Humason havia dut el telescopi fins al límit, ja que havia aconseguit de mesurar la velocitat de recessió de galàxies del cúmul galàctic d'Ossa Major II, les quals s'allunyen de nosaltres a 42.000 quilòmetres per segon. Treballant molt acuradament estimà que la distància d'aquestes galàxies era de 250 milions d'anys llum (avui dia les situem a més de 1.700 milions d'anys llum).
Al cap de poc temps arribà a Mount Wilson el famós astrònom Edwin Hubble, un home de bona família i de formació universitària (havia estudiat a la prestigiosa Universitat d'Oxford). Malgrat les diferències socials, Hubble i Humason s'entengueren des del primer dia i al cap de poc temps emprengueren la tasca de mesurar els espectres de galàxies llunyanes. Hubble restà impressionat de l'habilitat de Humason per a obtenir espectres d'alta qualitat, cosa que Humason podia fer millor que qualsevol astrònom professional de l'època. Gràcies a aquesta habilitat, Humason i Hubble descobriren que les galàxies llunyanes s'allunyen de nosaltres i que la velocitat amb què ho fan és més gran com més llunyana és la galàxia. Hubble s'adonà que existia una relació lineal entre la velocitat de recessió d'una galàxia i la distància a què es troba de nosaltres. Aquesta relació es coneix avui dia com llei de Hubble-Lemaître. Per poder observar més lluny hagueren de passar deu anys, fins a la construcció del telescopi de l'Observatori Palomar, de 508 cm de diàmetre.
El 1947 fou nomenat secretari dels observatoris Wilson i Palomar, per la qual cosa restaren al seu càrrec tots els assumptes administratius i les relacions entre els dos observatoris. Paral·lelament, entre 1925 i 1964 arribà a publicar uns 120 articles d'astronomia o astrofísica.
Un any abans de morir, publicà amb Nicholas Mayall i Alan Sandage un important estudi cosmològic que consistia en una anàlisi exhaustiva de totes les dades existents sobre les distàncies de les galàxies al Sol i la corresponent recessió.
Descobrí el cometa que duu el seu cognom i fou un destacat observador planetari, experiència que reflectí en la seva obra Planets and Satellites (1961), feta amb diversos col·laboradors.
Morí a Mendocino (Califòrnia) el 18 de juny de 1972, després d'haver obtingut el reconeixement de la comunitat astronòmica per la seva feina.

## Reconeixements
Titulacions honorífiques
- Doctor Honoris Causa per la Universitat de Lund (Suècia) el 1950

Epònims
- Cràter Humason a la Lluna
- Cometa Humason

## Articles i estudis
- Adams, W. S., Joy, A. H., and Humason, M. L. «An Additional Star of the W Cephei Type of Spectrum». Publications of the Astronomical Society of the Pacific, 37, 1925, pàg. 162-161.
- Humason, M. L. «Radial Velocities in Two Nebulae». Publications of the Astronomical Society of the Pacific, 39, 1927, pàg. 317.
- Humason, M. L. «The Large Apparent Velocities of Extra-Galactic Nebulae». Leaflet of the Astronomical Society of the Pacific, 1, 1931, pàg. 149.
- Humason, M. L. «The Apparent Radial Velocities of 100 Extra-Galactic Nebulae». Astrophysical Journal, 83, 1936, pàg. 10.
- Humason, M. L. «Is the Universe Expanding?». Leaflet of the Astronomical Society of the Pacific, 2, 1936, pàg. 161.
- Humason, M. L. «Photographs of Planets with the 200-Inch Telescope». Planets and Satellites, 1961, pàg. 572.
- Zwicky, F. and Humason, M. L. «Spectra and Other Characteristics of Interconnected Galaxies and of Galaxies in Groups and in Clusters. III.». Astrophysical Journal, 139, 1964, pàg. 269.